# Los Cuellos Blancos del Puerto
CNM Audios, los Cuellos Blancos del Puerto, o los Audios de la vergüenza son los nombres periodísticos atribuidos a un escándalo producido tras la filtración realizada por IDL-Reporteros de una serie de audios donde se escuchan las conversaciones de jueces y miembros del Consejo Nacional de la Magistratura (CNM) de Perú. En los extractos de conversaciones telefónicas que involucraría a los consejeros del Consejo Nacional de la Magistratura Guido Águila, Sergio Iván Noguera y Julio Gutiérrez, además de los jueces Walter Ríos, presidente de la Corte Superior del Callao, y César Hinostroza, presidente de la Segunda Sala Transitoria de la Corte Suprema.
Las primeras series de audios fueron difundidos el 7 de julio de 2018 por el portal web IDL-Reporteros. Los audios revelarían presuntos ofrecimientos de rebajas de penas, pedidos y agradecimientos de favores o negociaciones de ascensos de funcionarios.
Las escuchas telefónicas fueron autorizadas en marco de la investigación por el caso Las Castañuelas de Rich Port en el Callao. El pedido de la fiscal de crimen organizado del Callao, Rocío Sánchez Saavedra, que realizó el 22 de diciembre del 2017, fue admitida ante el juez de investigación preparatoria del Callao, Roque Huamacondor. Las escuchas telefónicas, a cargo del Grupo Constelación de la Dirección Antidrogas de la Policía, que se realizada a mafias vinculadas con el narcotráfico, extorsión y sicariato en el Callao derivó una investigación que implicaba a jueces y abogados denominado "Los Cuellos Blancos del Puerto".
Debido al escándalo de los audios, el 9 de julio de 2018 se realizó un Consejo de Estado. El Consejo Nacional de la Magistratura acordó suspender indefinidamente los procesos de evaluación de jueces y fiscales y su reorganización total. El Consejo Ejecutivo del Poder Judicial anunció la declaración en emergencia el distrito judicial del Callao por 60 días calendario y, posteriormente, se amplió a 90 días a todo el sistema nacional del Poder Judicial. El Gobierno anunció la creación de una comisión encargada de la "reforma judicial". El 19 de julio de 2018, el presidente del Poder Judicial, Duberlí Rodríguez, renunció al cargo. El Congreso declaró en emergencia el CNM por nueve meses. El 31 de julio de 2018, la Contraloría General de la República incautó y lacró documentación del CNM. El Colegio de Abogados de Lima decidió suspender la colegiatura de Guido Águila, Julio Gutiérrez, Iván Noguera, César Hinostroza y Gianfranco Paredes Sánchez.. La Corte Suprema declaró en emergencia por 10 días al Consejo Ejecutivo del Poder Judicial.
Las grabaciones han provocado que la Procuraduría Pública Especializada en Delitos de Corrupción de funcionarios denuncie a los funcionarios comprometidos en los audios ante el Ministerio Público. Por parte del Ministerio Público se creó un equipo especial conformado por los fiscales Frank Almanza, Fany Quispe Farfán y Rocío Sánchez Saavedra. El Ministerio Público informó la presentación de una denuncia constitucional contra el vocal supremo César Hinostroza y los ex consejeros del CNM Julio Gutiérrez, Guido Águila, Iván Noguera y Orlando Velásquez.
En medio de las investigaciones, el Consejo Nacional de la Magistratura se negó a entregar documentación requerida por la fiscal anticorrupción Norah Córdova. Por su parte, el fiscal supremo Víctor Raúl Rodríguez Monteza exigió la entrega de los audios y bajo advertencia ser denunciados “por delito de desobediencia a la autoridad” a IDL-Reporteros y Panorama. La presidenta de la Corte del Callao, Flor Guerrero, reveló la desaparición de documentos en su institución. El fiscal de la Nación, Pedro Chávarry, solicitó iniciar investigación a las "personas involucradas en la irregular divulgación".
Los audios implican, además de jueces, fiscales y consejero del CNM, a empresarios, políticos y funcionarios públicos. El 13 de julio de 2018, el ministro de Justicia Salvador Heresi renunció al cargo luego de difundirse un audio con conversaciones con el juez César Hinostroza. En el Congreso, la Comisión de Ética aprobó iniciar una investigación preliminar al congresista Becerril e indagaciones a Mulder, Heresi y Villavicencio, implicados y mencionados en los audios. El 19 de julio de 2018 se difundió audio entre el juez Hinostroza y el electo fiscal de la Nación, Pedro Chávarry.
En el año 2023, Noguera sindicó a Pablo Sánchez como líder de "Los Cuellos Blancos".

## Proceso judicial

### Estallido del escándalo
El 7 de julio de 2018 el portal IDL-Reporteros liderado por el periodista de IDL, Gustavo Gorriti junto con la directora de Panorama, Rosana Cueva difundieron una serie de audios que destapó un grave escándalo de corrupción denominado CNM Audios, Lava Juez o Corte y Corrupción. Se trata de escuchas telefónicas en los que se revelan supuestos actos de corrupción y tráfico de influencias que involucran directamente a jueces y miembros del Consejo Nacional de la Magistratura (CNM). En los audios se escucha a César José Hinostroza Pariachi (juez supremo), a Iván Noguera Ramos (consejero), a Julio Gutiérrez (consejero) y a Walter Ríos (presidente de la Corte Superior del Callao), negociando y utilizando su influenciapersonal en ámbitos de gobierno, a través de conexiones con personas, y con el fin de obtener favores y tratamiento preferencial. Estos polémicos audios habían sido filtrados por los periodistas de una investigación aprobada por la fiscal Rocío Sánchez Saavedra para interceptar las llamadas telefónicas de números incautados por la policía a una organización criminal dedicada al tráfico de drogas (Las castañuelas de Richport), que operaba en el puerto del Callao. Esos números telefónicos pertenecían a los abogados de dicha organización que se contactaban con las autoridades judiciales, y fue así, de esa manera accidental, como se destapó el escándalo que ha llevado a la crisis a todo el sistema judicial del Perú.
A todos los involucrados en el caso CNM Audios se les consideró como miembros de una organización criminal, que fue denominada como Los Cuellos Blancos del Puerto.
De otro lado, el fiscal supremo de Control Interno, Víctor Raúl Rodríguez Monteza, dio un plazo de tres días a IDL-Reporteros y al programa Panorama para entregar los audios y sus fuentes. Sin embargo, esto no se concretó debido a que las escuchas telefónicas se habían dado de manera legal; y porque los periodistas no están obligados a revelar sus fuentes por su derecho a la confidencialidad. En los días siguientes se dieron a conocer más audios que involucraban a personajes de todos los ámbitos, no solo de la política. Uno de ellos involucraba al ministro de Justicia Salvador Heresi, por lo que se vio obligado a presentar su renuncia.

### Redes de la organización criminal
Las escuchas telefónicas y los testimonios de los colaboradores eficaces, determinaron que los Cuellos Blancos del Puerto contaban con tres redes funcionales, independientes unas de otras:
- Una red externa formada por abogados litigantes, operadores políticos, funcionarios de la Corte del Callao, contactos con reclusos del penal Sarita Colonia; y por empresarios pertenecientes a la elite Limeña (entre ellos Antonio Camayo y Edwin Oviedo)
- Una red interna integrada, entre otros, por el expresidente de la Corte Superior del Callao Walter Ríos, y otros magistrados del Poder Judicial, Fiscales Provinciales y Superiores, Jueces de la Corte Superior de Lima y del Callao en proceso de identificación, así como personal administrativo del Poder Judicial y el exCNM (asesores) y funcionarios de la ONPE y del Jurado Nacional de Elecciones.
- Una red de altos funcionarios, integrada por César Hinostroza, y por otros jueces supremos, fiscales supremos, ex congresistas de la república, miembros del pleno del Jurado Nacional de Elecciones, así como los exmiembros del antiguo Consejo Nacional de la Magistratura.

### Acciones judiciales
El 16 de julio de 2018, el juez Walter Ríos fue detenido y puesto a 36 meses de prisión preventiva. El empresario Antonio Camayo también fue detenido y llevado a la cárcel por 36 meses al igual que otros funcionarios de la Corte de Justicia del Callao y empresarios vinculados a estos audios. Los miembros del CNM fueron sometidos a un proceso de vacancia. Se pidió impedimento de salida del país para 4 ex consejeros. En cuanto al juez César Hinostroza, fue solo suspendido, ya que por ser un juez supremo correspondía al Congreso su destitución. Posteriormente se fugaría a España y existe en curso un proceso de extradición en su contra. Mientras que el fiscal supremo Pedro Gonzalo Chávarry, pese a que un audio lo comprometía con Los Cuellos Blancos del Puerto, juró como Fiscal de la Nación el 20 de julio de 2018, y se mantuvo en ese cargo hasta que renunció el 8 de enero de 2019, presionado por la opinión pública. Otros dos fiscales supremos, Tomás Gálvez y Víctor Rodríguez Monteza, fueron también involucrados en el caso.
En octubre del 2018, el exconsejero, Julio Gutiérrez Pebe, fue llevado a prisión preventiva por 18 meses, al estar investigado por cohecho pasivo en agravio del Estado. La fiscalía lo acusa de solicitar apoyo al juez Walter Ríos en algunos procesos de la empresa Enapu donde la esposa de Gutiérrez era abogada.
También se abrió proceso a varios jueces, fiscales de la Corte de Lima y Callao e incluso a algunos empresarios. Algunos fueron detenidos y otros están con impedimento de salida del país. La investigación a los fiscales supremos y jueces supremos está a cargo del fiscal supremo Pablo Sánchez Velarde.
El 29 de julio de 2018 se detuvieron a 11 presuntos miembros de la organización "Los Cuellos Blancos del Puerto". Entre los implicados se encuentra al gerente de Iza Motors, Antonio Camayo; el exfuncionario de la ONPE Luis Cavassa, el empresario textil Mario Mendoza, el vocal superior Víctor León y servidores públicos de la Corte del Callao. Según la indagación fiscal se les acusa de presunta comisión de los delitos de criminalidad organizada, tráfico de influencias, cohecho pasivo propio y otros ilícitos en agravio del Estado. La organización estaría presuntamente diseñada mediante tres: red interna (jueces y personal administrativo), red externa (abogados litigantes y empresarios) y la tercera red (juez supremo y exmiembros del Consejo Nacional de la Magistratura). Según el informe de la fiscal Sandra Castro tomado como base las declaraciones de los colaboradores eficaces incluyó como 12 presuntos integrantes de la organización criminal –a jueces supremos, fiscales supremos y exintegrantes del CNM– entre ellos estarían señalados los jueces supremo Martín Hurtado, Aldo Figueroa y Ángel Romero; los fiscales supremo Pedro Chávarry, Tomás Gálvez y Víctor Rodríguez Monteza.
El 19 de agosto de 2018, El Tercer Juzgado de Investigación Preparatoria del Sistema Especializado en Corrupción dictó 36 meses de prisión preventiva contra 12 implicados. En diciembre de 2018, se ordenó la detención de Edwin Oviedo, presidente de la Federación Peruana de Fútbol, por este caso. Oviedo fue encarcelado en el Penal de Picsi, Chiclayo, pues se habría beneficiado de las influencias del Juez Hinoztrosa para favorecerlo en el Caso "Los Wachiturros de Tuman". Oviedo cumple prisión preventiva por 18 meses.
En el caso del presidente de la Corte Superior de Justicia del Callao, Walter Ríos, la Oficina de Control de la Magistratura inició investigación en su contra. así como la suspensión y apartar de sus funciones hasta que culmine su proceso disciplinario. El 13 de julio de 2018 renunció al cargo de la Corte del Callao. El 16 de julio de 2018, la policía allanó el domicilio y detuvo al juez Walter Ríos a pedido del fiscal Jaime Velarde y autorizado por el juez Luis Cevallos. La Fiscalía solicitó 36 meses de prisión preventiva. El juez Luis Cevallos dictó 18 meses de prisión preventiva.
En el caso de los consejeros del Consejo Nacional de la Magistratura, el mismo organismo inició un proceso de vacancia contra el consejero Julio Gutiérrez Pebe y pedido de destitución contra consejero Iván Noriega Ramos.
Luego que se difundieran los audios que los implicaban, los consejeros Guido Águila, Julio Gutiérrez e Iván Noguera renunciaron al CNM. Asimismo se sumaron la renuncia de Orlando Velásquez (presidente de la institución) y accesitarios. El Poder Judicial ordenó el impedimento de salida del país por 4 meses a Guido Águila, Orlando Velásquez y Iván Noguera. También se ordenó la prisión preventiva del exconsejero Julio Gutiérrez por 18 meses.

### Medidas disciplinarias a César Hinostroza y otros responsables
El Fiscal de la Nación presentó denuncia constitucional contra el vocal supremo César Hinostroza y los ex consejeros del CNM Julio Gutiérrez, Guido Águila, Iván Noguera y Orlando Velásquez. El 1 de agosto de 2018, la Subcomisión de Acusaciones Constitucionales del Congreso admitió procedente las denuncias constitucionales contra Pedro Chávarry, Duberlí Rodríguez, César Hinostroza y los exmiembros del Consejo Nacional de la Magistratura.
En septiembre del 2018, la Comisión Permanente del Congreso de la República aprobó la inhabilitación por 10 años en funciones públicas y la acusación de presunta comisión del delito de patrocinio ilegal y tráfico de influencias contra César Hinostroza. Asimismo, se aprobó la destitución de Iván Noguera y Orlando Velásquez; la destitución e inhabilitación, así como la acusación por el presunto delito de cohecho pasivo a Julio Gutiérrez; y la destitución y acusación por los presuntos delitos de patrocinio ilegal a Guido Águila.

#### Obstrucción desde la Junta de Fiscales Supremos
Como quedó ya dicho, la investigación a los tres fiscales supremos: Pedro Chávarry, Tomás Gálvez y Víctor Rodríguez Monteza, involucrados en el caso Los Cuellos Blancos del Puerto, fue encomendada al fiscal supremo Pablo Sánchez Velarde. Pero cuando este decidió incluir a los tres en organización criminal, los afectados, aprovechando su mayoría en la Junta de Fiscales Supremos (3x2), decidieron sacarlo de la investigación, aduciendo que solo la Fiscal de la Nación—Zoraida Ávalos— podía investigarlos. Pero la fiscal Ávalos ratificó a Pablo Sánchez en la investigación del caso, aduciendo que la Junta de Fiscales Supremos no tenía atribuciones para determinar la competencia de los fiscales, ni para reducir las facultades de su despacho para delegar sus facultades de investigación (17 de octubre de 2019).

## Consecuencias

### Fuga del juez Hinostroza
El 4 de octubre de 2018 se aprobó en el Congreso la destitución e inhabilitación del juez César Hinostroza. Pero recién el 16 de octubre, doce días después, se transfirieron los expedientes respectivos a la Fiscalía. En el ínterin, Hinostroza huyó del Perú, pese a que estaba con impedimento de salida desde el 13 de julio. Ello ocurrió el 7 de octubre, en la madrugada, el mismo día de las elecciones municipales y regionales. El 17 de octubre el gobierno confirmó su salida del país a través de la frontera con el Ecuador, por el control binacional de Huaquillas, donde una empleada de Migraciones lo dejó pasar. Se supo que desde Guayaquil había tomado un avión hacia Europa para luego ingresar a Madrid, donde se le reunió su esposa. El ministro del Interior, Mauro Medina, puso ese mismo día su cargo a disposición, renuncia que fue aceptada por el presidente Vizcarra. El Poder Judicial ordenó la captura nacional e internacional del prófugo exjuez. Dos días después, el presidente Vizcarra anunció la captura de Hinostroza en Madrid, hecha en coordinación con la policía española y la INTERPOL-Perú. Hinostroza pidió asilo en España, aduciendo ser un perseguido político (lo que fue rechazado). La justicia española ordenó prisión provisional sin fianza para Hinostroza «por los presuntos delitos de pertenencia a una organización criminal, tráfico de influencias y negociaciones prohibidas a funcionarios». Por su parte, la fiscalía peruana pidió 36 meses de prisión preventiva para Hinostroza y solicitó al Poder Judicial iniciar el trámite para su extradición, que le fue concedido.
A Hinostroza se le negó dos solicitudes de liberación que hizo ante la justicia de España. Insistiendo en su pedido, argumentó que se había refugiado en España pues en el Perú su vida corría peligro. El 11 de abril de 2019, la Sala de lo Penal de la Audiencia Nacional de España dispuso darle libertad provisional, mientras dure su proceso de extradición, bajo el argumento de que el riesgo de su fuga había disminuido.
El 13 de mayo de 2019, la justicia española aceptó el pedido de extradición de César Hinostroza por tres delitos: tráfico de influencias, patrocinio ilegal y negociación incompatible, pero no por pertenecer a una organización criminal, ya que consideró que esto último no había sido debidamente sustentado. De otro lado, el tribunal rechazó el argumento de persecución política esgrimido por Hinostroza, ya que, a su ver, solo se trataba de una sospecha y no de un hecho comprobado.

### Remoción a miembros del Consejo Nacional de la Magistratura
El 10 de julio de 2018 la Junta de Portavoces del Congreso acordó encargar a la Comisión de Justicia el análisis sobre la aplicación el artículo 157 de la Constitución a miembro de Consejo Nacional de la Magistratura. El informe de la Comisión de Justicia que recomienda la remoción fue aprobada el 19 de julio de 2018. El 17 de julio de 2018, el presidente de la República, Martín Vizcarra convocó un pedido de legislatura extraordinaria para que se debata la remoción de los miembros del CNM apelado el artículo 157 para el 20 de julio de 2018, siendo aceptada la admisión por la Junta de Portavoces del Congreso. La remoción fue aprobada por el Congreso con 118 votos a favor, cero en contra y cero abstenciones a los consejeros Orlando Velásquez, Iván Noguera, Julio Gutiérrez Pebe, Baltazar Morales, Hebert Marcelo Cubas, Guido Águila y Maritza Aragón.
Por otra parte, el juez supremo César Hinostroza fue suspendido por acuerdo del CNM. La Fiscalía solicitó el impedimento de salida del juez supremo. El juez instructor de la Corte Suprema ordenó el impedimento de salida del país.

### Creación de un Equipo Especial de Fiscales para el caso
El 6 de julio de 2019, el Ministerio Público anunció la creación de un equipo especial encargado exclusivamente de investigar a la organización criminal Los Cuellos Blancos del Puerto, debido a alta complejidad del caso. Se dispuso también que el despacho de la fiscal Rocío Sánchez Saavedra se sume al equipo, así como la fiscal Sandra Castro Castillo, ambas de la fiscalía provincial del Callao que sacó a la luz dicho caso. Anteriormente, ambas fiscales enviaban la información base a diversas fiscalías, por lo que el trabajo se disgregaba; a partir de ahora, se centralizará y unificará el trabajo de investigación. A diferencia del Equipo Especial de Fiscales de Lava Jato, este equipo también un fiscal supremo, y donde sea necesario, al despacho de la Fiscalía de la Nación.
El equipo también está integrado por el fiscal superior provisional transitorio Víctor Tullume Pisfil y los fiscales adjuntos superiores provisionales transitorios Christian Arturo Gamarra Paucas y Óscar Chávez Ayvar. Cuenta también con un grupo de fiscales adjuntos y personal administrativo. Las investigaciones contra Jueces, Fiscales Supremos y Congresistas será llevada por el Fiscal Supremo, Pablo Sánchez, debido a que ellos gozan del antejuicio político.

### Juicio público
En diciembre de 2024, tras seis años de investigación, se anunció que se celebraría un juicio público.

## Personalidades nombradas
En los audios citaban los siguientes nombres:
- César Hinostroza: Ex Vocal Supremo, integrante del Pleno de la Corte Suprema de Justicia
- Walter Rios: entonces Presidente de la Corte Superior del Callao.
- Martín Vizcarra: entonces presidente de la república del Perú.
- Julio Gutiérrez Pebe: Ex Consejero del desaparecido Consejo Nacional de la Magistratura
- Ivan Noguera: Ex Consejero del desaparecido Consejo Nacional de la Magistratura
- Orlando Velasquez: Expresidente del desaparecido Consejo Nacional de la Magistratura
- Guido Aguila: Ex Consejero del desaparecido Consejo Nacional de la Magistratura.
- Antonio Camayo: Ex Gerente General de Iza Motors
- Edwin Oviedo:  entonces presidente de la Federación Peruana de Fútbol.
- Mauricio Mulder: entonces Congresista de la República.
- Héctor Becerril: entonces Congresista de la República.
- Salvador Heresi: entonces Ministro de Justicia.
- Pedro Chávarry: entonces Fiscal de la Nación.
- José Vega: Ex-congresista de la República.
- Cesar Bustamante: entonces Embajador de la Cancillería.
- Tomas Gálvez: entonces Fiscal Supremo.
- Victor Rodríguez Monteza: entonces Fiscal Supremo.
- Martin Hurtado: entonces Juez Supremo, integrante de la Corte Suprema de Justicia.
- Jorge Castañeda: Entonces Juez Supremo, integrante de la Corte Suprema de Justicia.
- Aldo Figueroa: Entonces Juez Supremo, integrante de la Corte Suprema de Justicia.
- Manuel Quintanilla: Entonces Juez Supremo, integrante de la Corte Suprema de Justicia.
- Luis Arce Cordova: Entonces miembro del Pleno del Jurado Nacional de Elecciones.
- Víctor Ticona: Entonces Presidente del Jurado Nacional de Elecciones.
- Oscar Peña: Empresario Pesquero.
- Francisco Villavicencio: entonces Congresista de la República.
- Keiko Fujimori: Lideresa del Partido Fuerza Popular
- José Urquizo Maggia: exministro de Defensa.
- Juan Sotomayor: entonces Alcalde del Callao.
- César San Martín: Juez Supremo, integrante de la Corte Suprema de Justicia.
- Duberlí Rodríguez: Entonces Presidente del Poder Judicial exintegrante de la Corte Suprema de Justicia.
- Aldo Mariátegui: periodista.
- Milagros Leiva: periodista.
- Teófilo Cubillas: exjugador de la Selección Peruana de Fútbol.

### Investigados más notables
| |
| Pedro Chávarry Ex Fiscal de la Nación Con impedimento de salida del país por 8 meses por haber sustraido documentos de una oficina lacrada. |

|                  |
| César Hinostroza |

## Casos adicionales

### Caso Edwin Oviedo, presidente de la Federación Peruana de Fútbol
Otro de los involucrados en el caso es el expresidente de la Federación Peruana de Fútbol, Edwin Oviedo, a raíz de unas escuchas telefónicas donde se le oye comprometiéndose a entregar entradas de partidos de fútbol de la selección peruana a los jueces Ríos e Hinostroza, presumiblemente a cambio de favores judiciales. El fiscal del caso pidió prisión preventiva por 36 meses. Se hallaba en trámite ese pedido, cuando en diciembre del 2018 se ordenó la prisión preventiva por 18 meses de Oviedo, por otro caso que venía afrontando desde 2015, en el que es acusado de asesinato y de ser líder de la banda Los Wachiturros de Tumán. En cuanto al pedido del fiscal del caso Los Cuellos Blancos, fue rechazado por el juez, al considerarlo una medida desproporcionada, imponiendo solo comparecencia restringida (aunque Oviedo esté ya preso por otro caso).

### Cuestionamientos al fiscal supremo Pedro Chávarry
Desde muy temprano, en agosto de 2018, un informe de la fiscal provincial del Callao Sandra Castro, incluyó al recién nombrado fiscal de la Nación Pedro Chávarry como parte de la organización criminal Los Cuellos Blancos del Puerto. En diciembre de ese mismo año, el fiscal supremo Pablo Sánchez, encargado de los casos de los exmagistrados involucrados en el caso CNM Audios, dijo que aún no había respuesta formal de Chávarry sobre su eventual inhibición y la posibilidad de que sea investigado, pese a haberle llegado a sus manos dicho informe. «No existe al momento el inicio de una investigación a Chavarry sobre su presunta pertenencia a la organización cuellos blancos, únicamente porque él no lo permite», dijo. Por su parte, Chávarry ha negado que el informe de la fiscal Castro haya llegado a su despacho y que en realidad lo tendría el mismo Sánchez.
Luego de que removiera de sus cargos a los fiscales del Caso Lava Jato, Rafael Vela Barba y José Domingo Pérez, y la consiguiente reacción de la ciudadanía que lo obligó a anular dicha decisión, Chávarry presentó su renuncia a la fiscalía de la Nación (9 de enero de 2019). Fue reemplazado por la fiscal suprema Zoraida Ávalos. No obstante, Chávarry continúa siendo fiscal supremo, siendo el Congreso el único que puede destituirle de su cargo, o en todo caso, la nueva Junta Nacional de Justicia, que se instaló en enero de 2020.
El 28 de mayo de 2019, la Comisión Permanente del Congreso evaluó el informe que recomendaba la destitución e inhabilitación por 10 años de los fiscales Pedro Chávarry y Tomás Gálvez, por presuntas infracciones a la Constitución. Chavarry acudió a la sesión para defenderse, y en su alegato, se dedicó a criticar al presidente Vizcarra y en descalificar el trabajo del Equipo especial de Fiscales de Lava Jato con respecto a los casos de Keiko Fujimori y Alan García. Como era de esperarse, la mayoría fujimorista mandó al archivo las denuncias, a excepción del delito de encubrimiento real contra Chávarry, con respecto a su decisión de remover a los fiscales Rafael Vela y José Domingo Pérez del equipo Lava Jato.
En noviembre de 2019, se reveló que Chávarry habría actuado presuntamente bajo intereses del partido Fuerza Popular, con mayoría en el Congreso ya disuelto, esto tras el testimonio de Jorge Yoshiyama, quien dijo que Chávarry usó como intermediario al entonces congresista y vocero de Fuerza Popular, Daniel Salaverry, coordinando un apoyo mutuo para frustrar la labor del Equipo Lava Jato. Fue la misma Keiko Fujimori quien le dijo a Salaverry que se reuniera con Chavarry y se le apoyara en todo lo necesario como Fiscal de la Nación (las pruebas serían los denominados chats de "La Botica"), en otra oportunidad, esta le pidió a Salaverry que le entregara una copia de la agenda del expresidente Pedro Pablo Kuczynski que le fue incautada en un allanamiento a su propiedad en marzo de 2018, cosa que Salaverry no realizó por considerarlo ilegal.
Pero el juez Hugo Núñez concluyó que los hechos imputados a Chávarry «no se subsumen» en el presunto delito de encubrimiento real, por lo que dispuso su archivamiento. La fiscal suprema adjunta Bersabeth Revilla anunció que apelaría dicha decisión.
En julio de 2020, El tribunal supremo acogió así las apelaciones que presentaron el Ministerio Público y la procuraduría del Poder Judicial a fin de dejar sin efecto la decisión del juez supremo Hugo Núñez Julca, respecto del pedido de Chávarry para archivar el proceso. Tras ello, el fiscal supremo Pedro Chávarry continuará afrontando el proceso penal por la remoción de Rafael Vela y José Domingo Pérez Gómez del Equipo Especial del caso Lava Jato cuando fue titular del Ministerio Público. Además de solicitar que se le entregue información reservada sobre el acuerdo de colaboración eficaz entre el Ministerio Público y la empresa brasileña Odebrecht.
En agosto del 2020, la Corte Suprema acogió el pedido del Ministerio Público y ordenó la suspensión preventiva del exfiscal de la Nación, Pedro Chavarry por haber removido de sus cargos a los Fiscales, Rafael Vela y José Domingo Pérez, el plazo que acogió el magistrado fue de 18 meses.

### Congresistas de Fuerza Popular como supuestos integrantes de Los Cuellos Blancos del Puerto
En una entrevista dada al programa televisivo Panorama (2 de junio de 2019), la fiscal del caso Los Cuellos Blancos del Puerto, Sandra Castro, aseveró que existe un testimonio de un “colaborador estrella” de la fiscalía, que probaría que dicha organización criminal involucraría a la mayoría de los congresistas de Fuerza Popular. Ello explicaría la persistencia de dicha bancada, sumada a la del Apra, en “blindar” al fiscal Chávarry y en exonerar de responsabilidad en organización criminal a los exconsejeros del CNM. Para la fiscal, resulta inconcebible que una mayoría congresal rechace el trabajo especializado de la fiscalía, arguyendo que no hay “pruebas suficientes”, máxime cuando solo se está pidiendo al Congreso facilitar la labor de investigación, siendo el Poder Judicial la única instancia que determinará la culpabilidad o inocencia de los imputados.

### El chatLa Boticacomo evidencia
Evidencias de que la bancada fujimorista del Congreso está orientada a proteger a los implicados en corrupción en el sistema judicial serían las conversaciones del chat La Botica (grupo de Telegram conformado por congresistas y dirigentes de Fuerza Popular), los mismos que fueron filtradas por un testigo protegido de la fiscalía. En una de esas entregas, fechada en julio de 2018, se lee que la congresista Úrsula Letona, entonces vocera de Fuerza Popular, pedía a sus colegas «garantizar» que Pedro Chávarry asuma el cargo de fiscal de la Nación y que en el Poder Judicial no asuma el juez supremo César San Martín, ya que este quería reorganizar dicho poder.
Más elocuente aparece Rosa Bartra, presidenta de la Comisión de Constitución, quien pide a su bancada defender a Chávarry por un «asunto de supervivencia».
La misma líderesa de Fuerza Popular, Keiko Fujimori (investigada por el Caso Odebrecht), se halla precisamente en prisión preventiva, por obstaculizar la labor judicial usando su influencia política. Ha trascendido que un colaborador eficaz lo ha sindicado de presionar a los consejeros del antiguo CNM (entre ellos Guido Águila e Iván Noguera) para redirigir a los jueces que iban a ver su caso. Todo ello, sumado a la campaña de desprestigio orquestada por el fujimorismo contra el Equipo Especial de Fiscales de Lava Jato, han dado motivos para que la Fiscalía lo acuse de obstrucción a la justicia. 
Siguiendo la misma línea política, desde el Congreso, la bancada fujimorista, en alianza con el aprismo, continua archivando las denuncias constitucionales contra miembros del Ministerio Público y el Poder Judicial sindicados como miembros de Los Cuellos Blancos del Puerto. Entre estos, además del ya conocido fiscal supremo Pedro Chávarry, están los fiscales supremos Tomás Gálvez y Víctor Raúl Rodríguez Monteza, todos los cuales todavía forman parte de la Junta de Fiscales Supremos, formando una mayoría frente a los dos fiscales supremos restantes: Zoraida Ávalos (Fiscal de la Nación) y Pablo Sánchez Velarde.

### Caso "Los Gánster de la Política"
La investigación se remonta a julio de 2015, cuando Luna Gálvez, contrata con sueldo de Telesup ascendente a S/ 12 000.00, a José Luis Cavassa Roncalla, el cual controlaba a través de altísimos montos por “derecho de libros” a tres consejeros del ex Consejo Nacional de la Magistratura (CNM): Guido Äguila (S/ 270 000.00), Iván Noguera (S/ 899 000.00) y Julio Gutiérrez Pérez, con el fin de lograr influenciar en el CNM. El informe indica que durante el 2017, uno de sus principales objetivos de dicha organización era lograr que Adolfo Castillo Meza gane el concurso CNM para ser jefe de la ONPE, siendo Cavassa Roncalla, el principal encargado de infiltrar y contratar a funcionarios para esa institución. 
El caso se encontraba encarpetado, pero fue reabierto al aparecer nuevas pruebas que sindicaban tanto al ex congresista José Luna Gálvez como a exfuncionarios de la ONPE. La presunta organización criminal, denominada los “Gángster de la Política”, estaría integrada, hasta el momento, por 14 personas, entre ella a José Luna Gálvez (líder del partido Podemos Perú), José Luna Morales (hijo y congresista por el mismo partido), José Luis Cavassa Roncalla, Fernando Obregón Mansilla, Adolfo Castillo Mesa, Laura Silva Seminario, entre otros.
El excongresista de Podemos Perú, José Luna Morales, hijo de José Luna Gálvez (líder de PP) es considerado miembro de la presunta organización criminal, tuvo la función de firmar los contratos y pagos, con la finalidad de comprar las voluntades de los exconsejeros del CNM y el copamiento de la ONPE con personal de la Universidad Privada Telesup, del cual es Gerente General. Por su condición de legislador, posee inmunidad parlamentaria. Por lo tanto, la fiscal Castro informó que la investigación contra el excongresista Luna Morales queda suspendida. 
El sábado 7 de noviembre, la Fiscalía, junto a miembros de la División de Investigación de delitos de Alta Complejidad (Diviac), allanaron las viviendas de José Luna Gálvez, líder del partido Podemos Perú y cuatro exfuncionarios de la ONPE: Adolfo Castillo Meza, Fernando Obregón Mansilla, Oscar Nieves Vela y Enrique Pajuelo Bustamante. Esta acción se realizó en 13 inmuebles, incluyendo el local del partido Podemos Perú y las oficinas de Recursos Humanos de la Universidad Privada Telesup. La fiscal Sandra Castro ordenó la detención estos cinco implicados por los presuntos delitos de organización criminal, tráfico de influencias y patrocinio ilegal. Pero la Primera Sala de Apelaciones, en una extensa y fundamentada resolución revocó la medida sustentándola en falta de pruebas y corroboración de los testimonios recabados, además de no existir peligro de obstaculización.
Un mes después, la Fiscalía solicitó 36 meses de prisión preventiva contra el líder de Podemos Perú, José Luna Gálvez, Fernando Obregón Mansilla, Oscar Nieves Vela y Laura Silva Seminario, estos últimos cuatro son exfuncionarios de la ONPE. El Poder Judicial, ordenó 36 meses de arresto domiciliario para Luna Gálvez mientras que para los exfuncionarios de la ONPE, se ordenó comparecencia restringida.

## Audios
Las series de audios fueron difundidos el 7, 8 y 11 de julio de 2018 por el portal web IDL-Reporteros y el 10 de julio de 2018 por programa de televisión Panorama. 36 audios fueron difundidos por IDL-Reporteros.

### Julio de 2018
7 de julio de 2018 (IDL-Reporteros)
- Audio 1 "Un voto para el amigo" (7 de febrero de 2018): Maritza Sánchez Liza de Ríos-Walter Ríos
- Audio "Amigos que nos piden ciertas cosas" (26 de enero de 2018): Aldo Mayorga-Walter Ríos
- Audio "Número uno con usted" (9 de enero de 2018): Verónica Rojas-César Hinostroza
- Audio 2 "Convenios" (5 de febrero de 2018): Walter Ríos-Iván Noguera
- Audio 3 "Hay que ser gratos" y "Tema para la Presidencia" (9 de febrero de 2018): Iván Noguera-César Hinostroza
- Audio 4 "Agasajo" (8 de marzo de 2018): César Hinostroza-Edwin Antonio Camayo Valverde
- Audio 6 "Vamos elaborar preguntas" (12 de marzo de 2018): Nelson Aparicio-Walter Ríos
- Audio 7 "Tema" (24 de mayo de 2018): Nelson Aparicio-Walter Ríos
- Audio 8 “Vota por tal, vota por cual” (11 de abril de 2018): Walter Ríos-abogada
- Audio 9 (27 de abril de 2018):
  - "Tu encargo se cumplió": Julio Gutiérrez-Walter Ríos Pebe Gianfranco Paredes-Walter Ríos
  - "Hemos logrado el nombramineto": John Misha-Walter Ríos
  - "Haz hecho una obra de bien": Walter Ríos-Julio Gutiérrez Pebe

8 de julio de 2018 (IDL-Reporteros)
- Audio 10 "¿Que le baje la pena o que lo declaren inocente?" (4 de abril de 2018): César Hinostroza-caso de abuso sexual
- Audio 11 "Es trabajo y su poder para el futuro" (4 de abril de 2018): César Hinostroza-Aurelio Quispe

10 de julio de 2018 (Panorama)
- Audio "10 verdecitos": César Hinostroza-Walter Ríos
- Audio "Señora K": César Hinostroza- Antonio Camayo

11 de julio de 2018
- Audio 12 "Ticket" y "puentezaso" (5 de abril de 2018): César Hinostroza-Edwin Antonio Camayo Valverde
- Audio 13 "Buenas noticias" (5 de marzo de 2018): César Hinostroza-Esposa de Hinostroza
- Audio 14 "Entradas" (10 de mayo de 2018): César Hinostroza-Alberto
- Audio 15 "Todos sus informes negativos han sido limpiados" (16 de abril de 2018): Mario Mendoza-no identificado
- Audio 16 "Hay que apoyarlo" (16 de mayo de 2018): Walter Ríos-Mario Mendoza
- Audio 17 "El chifa" (16 de mayo de 2018): Walter Ríos-Maritza Elizabeth Sánchez
- Audio 18 "Salió todo bien" y "cincuenta entradas" (5 de junio de 2018): Mario Mendoza-Iván Noguera
- Audio 19 "Una buena explicación" (2 de mayo de 2018): Mario Mendoza-Iván Noguera

13 de julio de 2018
- Audio 20:
- Audio 21:
- Audio 22:
- Audio 23:

14 de julio de 2018 (IDL-Reporteros)
- Audio 24: Mario Mendoza
- Audio 25: Mario Mendoza-Walter Ríos
- Audio 26: Salvador Castañeda-Walter Ríos
- Audio 26: Salvador Castañeda-Walter Ríos
- Audio 28: Mario Mendoza-Walter Ríos
- Audio 29: NN-César Hinostroza
- Audio 30: Víctor Raúl Rodríguez-Mario Mendoza
- Audio 31: Mauricio Mulder-Mario Mendoza
- Audio 32: Mauricio Mulder-Mario Mendoza
- Audio 33: Walter Ríos-César Hinostroza
- Audio 34: Guido Aguila-Mario Mendoza
- Audio 35: Mauricio Mulder-Mario Mendoza

15 de julio de 2018 (IDL-Reporteros)
- Audio: Guido Águila
- Audio: Guido Águila
- Audio: Guido Águila
- Audio: Guido Águila
- Audio "Vizcarra tiene como 80 procesos": César Hinostroza
- Audio "Hay que trabajar silenciosamente": Daniel Perirano-Walter Ríos
- Audio  "No te olvides lo de Guido, lo de Orlando": Walter Ríos-Mario Mendoza

15 de julio de 2018 (Punto Final)
- Audio: Luis Cervantes Liñán

17 de julio de 2018 (IDL-Reporteros)
- Audio 36 (21 de mayo de 2018): César Hinostroza-Julio Gutiérrez

19 de julio de 2018
- Audio 37: César Hinostroza-César Serrano
- Audio 38: Walter Ríos-NN

19 de julio de 2018 (IDL-Reporteros)
- Audio 39 (13 de febrero de 2018): Gonzalo Chávarry-César Hinostroza

20 de julio de 2018
- Audio 41:
- Audio 43:
- Audio 44:
- Audio 45:

20 de julio de 2018 (Panorama)
- Audio: Ángel Romero-César Hinostroza

23 de julio de 2018 (GatoEncerrado.net)
- Audio (27 de marzo de 2018): Antonio Camayo-César Hinostroza

23 de julio de 2018 (Canal N)
- Audio (17 de mayo de 2018): César Hinostroza-Antonio Camayo

24 de julio de 2018 (IDL-Reporteros)
- Audio 46: César Hinostroza-Mauricio Mulder
- Audio 47: César Hinostroza-Mauricio Mulder

24 de julio de 2018 (GatoEncerrado.net)
- Audio (24 de marzo de 2018): Walter Ríos-Secretaria

25 de julio de 2018 (Canal N)
- Audio (28 de mayo de 2018): César Hinostroza-Pedro Chávarry
- Audio (17 de mayo de 2018): César Hinostroza-Pedro Chávarry

26 de julio de 2018 (IDL-Reporteros)
- Audio 48 "Fujimori nos manda buscar compadre" (26 de diciembre de 2017): César Hinostroza
- Audio 40: Antonio Camayo-César Hinostroza
- Audio 42: César-César Hinostroza

27 de julio de 2018
- Audio 52 (10 de enero de 2018): Antonio Camayo-César Hinostroza
- Audio 53 (12 de enero de 2018): Téofilo Cubillas-César Hinostroza
- Audio 54 (15 de enero de 2018): Téofilo Cubillas-César Hinostroza

29 de julio de 2018 (Cuarto Poder)
- Audio: Walter Ríos-César Salinas
- Audio: Enrique Villasana Yabar-César Salinas
- Audio: Enrique Villasana Zevallos-César Hinostroza

### Agosto de 2018
1 de agosto de 2018 (IDL-Reporteros)
- Audio 55: NN-César Hinostroza
- Audio 56: NN-César Hinostroza
- Audio 57: César Hinostroza-NN
- Audio 58 (7 de mayo): Héctor Becerril-César Hinostroza

1 de agosto de 2018 (Latina)
- Audio "Albertito El Chino": César Hinostroza-NN

2 de agosto de 2018 (IDL-Reporteros)
- Audio 59:
- Audio 60:
- Audio 61:
- Audio 62:
- Audio 63:
- Audio 64:

2 de agosto de 2018 (GatoEncerrado.net)
- Audio "Heresi también es pata" (3 de abril de 2018): Antonio Camayo-César Hinostroza
- Audio "El flamante Presidente chupa en su casa Ron Zacapa" (23 de marzo de 2018): Walter Ríos-Maritza Sánchez[107]
- Audio (23 de marzo de 2018): Walter Ríos-César Hinostroza

5 de agosto de 2018 (Panorama)
- Audio "Chanchita": Walter Ríos-Interlocutor

5 de agosto de 2018 (Cuarto Poder)
- Audio: César Hinostroza-Giovannita

5 de agosto de 2018 (Punto Final)
- Audio: Walter Ríos-CV

6 de agosto de 2018 (Manifiesto)
- Audio: Walter Ríos-NN-César San Martín

7 de agosto de 2018 (Canal N)
- Audio "Electo a ti, compadre": César Hinostroza-Martín Hurtado[112]
- Audio "El Gordito": César Hinostroza-Antonio Camayo[113]

8 de agosto de 2018 (Canal N)
- Audio: César Hinostroza-Guillermo Bocángel
- Audio: César Hinostroza-Evita Palomino Araujo

8 de agosto de 2018 (Manifiesto)
- Audio (22 de mayo de 2018): Walter Ríos-José Luis Martín Yagüe

8 de agosto de 2018 (Perú 21)
- Audio (6 de marzo de 2018): Pedro Gonzalo Chávarry-César Hinostroza

9 de agosto de 2018 (El Comercio)
- Audio "Las entradas las vamos a tener porque ahí va a estar Oviedo" (16 de marzo de 2018): Walter Ríos-Alberto

9 de agosto de 2018 (Manifiesto)
- Audio (21 de mayo de 2018): César Hinostroza-Secretaría[118]
- Audio (10 de abril de 2018):César Hinostroza-José Vega Antonio[119]

12 de agosto de 2018 (Perú 21)
- Audio (1 de mayo de 2018): César Hinostroza-Albertito[120]

12 de agosto de 2018 (Panorama)
- Audio (9 de mayo de 2018): César Hinostroza-Salvador Heresi[121]

12 de agosto de 2018 (Cuarto Poder)
- Audio (28 de abril): César Hinostroza-Guido Águila[122]

12 de agosto de 2018 (Rey con Barba)
- Audio (10 de mayo de 2018): Walter Ríos-NN[123]

12 de agosto de 2018 (IDL-Reporteros)
- Audio (26 de mayo de 2018): Julio Gutiérrez-César Hinostroza
- Audio (19 de enero de 2018): Juan Sotomayor-César Hinostroza
- Audio (26 de enero de 2018): Julio Gutiérrez-César Hinostroza

14 de agosto de 2018 (Manifiesto)
- Audio 2 (28 de febrero del 2018): Walter Ríos-Genaro Vélez
- Audio 3-I (28 de febrero del 2018): Walter Ríos-Jhon Misha
- Audio 3-II (28 de febrero del 2018): Walter Ríos-Jhon Misha

19 de agosto de 2018 (Ojo Público)
- Audio (6 de febrero del 2018): César Hinostroza-Ángel
- Audio (7 de febrero del 2018): César Hinostroza-Rosa Vera-Agustito
- Audio (7 de febrero del 2018): César Hinostroza-Agustito

19 de agosto de 2018 (Cuarto Poder)
- Audio: César Hinostroza-Pedro
- Audio: César Hinostroza-Orlando Velásquez
- Audio: César Hinostroza-Iván Noguera

21 de agosto de 2018 (América Noticias)
- Audio 1 (23 de febrero de 2018): Walter Ríos-Nelson Aparicio
- Audio 2 (23 de febrero de 2018): Walter Ríos-Gianfranco Paredes

22 de agosto de 2018 (IDL-Reporteros)
- Audio 69: Gianfranco Paredes-Samuel Sánchez
- Audio 70: Gianfranco Paredes-Gabriela Huillca
- Audio 71: Juana Yanayanco-Gianfranco Paredes
- Audio 72: Juana Yanayanco-Gianfranco Paredes
- Audio 73: Gianfranco Paredes-Samuel Sánchez

26 de agosto de 2018 (Cuarto Poder)
- Audio 1 (11 de enero de 2018):  César Hinostroza-NN
- Audio 2 (11 de enero de 2018):  César Hinostroza-Antonio Camayo

28 de agosto de 2018 (América Noticias)
- Audio 1 (4 de enero de 2018): Iván Noguera-César Hinostroza
- Audio 2: César Hinostroza-Albertito

29 de agosto de 2018 (América Noticias)
- Audio (27 de enero de 2018): Antonio Camayo-César Hinostroza

30 de agosto de 2018 (América Noticias)
- Audio 1 (11 de enero de 2018): César Hinostroza-NN
- Audio 2 (10 de enero de 2018): César Hinostroza-Antonio Camayo

30 de agosto de 2018 (La República)
- Audio 1 (17 de febrero de 2018): José Luis Cavassa-Gianfranco Paredes
- Audio 2 (17 de febrero de 2018): Gianfranco Paredes-Walter Ríos

### Septiembre de 2018
8 de septiembre de 2018 (Canal N)
- Audio: Víctor León-Ivonne
- Audio: Víctor León-NN

10 de septiembre de 2018
- Audio (24 de mayo de 2018): Walter Ríos-Jorge
- Audio (25 de mayo de 2018): Walter Ríos-Carlos Zecenarro
- Audio (29 de mayo de 2018): Walter Ríos-María Pacheco Rojas
- Audio (1 de junio de 2018): Walter Ríos-Roberto

20 de septiembre de 2018 (IDL-Reporteros)
- Audio 81: César Hinostroza Pariachi-Hugo Velásquez Zavaleta
- Audio 82: César Hinostroza Pariachi-Hugo Velásquez Zavaleta
- Audio 83: César Hinostroza Pariachi-Hugo Velásquez Zavaleta
- Audio 84: César Hinostroza Pariachi-Hugo Velásquez Zavaleta

21 de septiembre de 2018 (América Televisión)
- Audio: Víctor León-Dante Mandriotti
- Audio: Víctor León-Dante Mandriotti
- Audio: Walter Ríos-Víctor León

27 de septiembre de 2018 (Canal N)
- Audio (19 de febrero de 2018): Walter Ríos-José Urquizo
- Audio (17 de abril de 2018): José Urquizo-Mario Mendoza
- Audio (17 de abril de 2018): José Urquizo-Mario Mendoza

30 de septiembre de 2018 (Panorama)
- Audio: Hinostroza-Noguera

30 de septiembre de 2018 (Cuarto Poder)
- Audio: Walter Ríos-Iván Rivadeneyra